# Barmer
Barmer est le siège du district de Barmer dans l'État du Rajasthan, en Inde, dans la partie désertique du Thar du Rajasthan occidental. 
C'est une ville du groupe « C » pour le niveau de vie et le siège du Barmer Taluka (en). 

## Démographie
Au recensement de 2011, Barmer comptait 100 051 habitants. La population de la tranche d'âge 0-6 ans représentait 22% de la population totale. Barmer avait un taux d'alphabétisation moyen de 56,53% ; selon le sexe, 70% des hommes et 30% des femmes sont alphabétisés. 